# Що робити?
"Що робити?" (рос. Что делать? Из рассказов о новых людях) — роман російського публіциста, літературного критика і філософа Миколи Чернишевського. Вперше опублікований у 1863 році в журналі «Современник», перша публікація окремою книгою — у 1867 році.

## Історія створення
7 липня 1862 року Микола Чернишевський за надуманими причинами був арештований царською охранкою. Біля двох років він пробув у одиночній камері Алексєєвського равеліну Петропавловської фортеці. В ув'язненні він спочатку займався перекладом праць німецького історика Фрідріха Шлоссера. Потім у нього виник задум майбутнього соціально-філософського роману. Первісно планувався популярний художній додаток до фундаментальних історико-довідкових праць. Проте в результаті було вирішено розвивати всі свої ідеї саме у формі роману.
Рукопис роману пересилався з фортеці частинами. Це робилося задля уникнення зайвих запитань від цензорів, які знайомилися лише з фрагментами твору і не мали загальної картини. Роман був опублікований у березневому, квітневому та травневому номерах «Современника». Після цього на «Що робити?» була накладена запізніла заборона, а цензора, який пропустив роман у друк, було звільнено.

## Сюжет
1850-ті роки, Санкт-Петербург. Віра Павлівна Розальська зростає в сім'ї, де майже ніколи не було проявів батьківської любові та родинної теплоти. Її батько Павло Костянтинович, домоправитель і помічник столоначальника, — безвільний пристосуванець; мати, Марія Олексіївна, — жорстока і владна жінка. Вірою цікавиться хазяйський син, потім пропонує їй шлюб. Попри небажання Віри Павлівни одружуватися на нелюбові Марія Олексіївна всіляко спонукає її до цього кроку, вбачаючи матеріальну вигоду від шлюбу. Відносини у сім'ї загострюються, психологічна атмосфера стає нестерпною.
У цей час Розальські наймають для свого молодшого сина, брата Віри Павлівни, репетитора, студента-медика Дмитра Лопухова. Поступово між Вірою Павлівною і Лопуховим виникають почуття. Молоді люди вирішують таємно повінчатися і втекти. Місцем помешкання подружжя Лопухових стає наймана квартира. Марія Олексіївна у розпачі, але в ситуації, що склалася, не може нічого вдіяти.
Щоб прогодувати сім'ю, Лопухов кидає навчання і дає приватні уроки, займається перекладацтвом. Віра Павлівна відкриває швейну майстерню, що згодом перетворюється у справжню трудову комуну.
З часом з'ясовується, що між другом і колегою Лопухова, лікарем Олександром Кірсановим і Вірою Павлівною виникає симпатія, що переростає у кохання. Помічаючи це і не знайшовши іншого виходу з любовного трикутника, Лопухов вирішує застрелитися. Рахметов, товариш Лопухова і Кірсанова, розповідає Вірі Павлівні про мотиви такого вчинку, зачитавши лист покійного. Згодом Віра Павлівна одружується з Кірсановим.
Через кілька років Кірсанов допомагає одній хворій дівчині, Катерині Полозовій. Невдовзі Катя Полозова одружується з американцем Чарльзом Б'юмонтом. Б'юмонт постійно цікавиться життям Кірсанових. При зустрічі подружжя Кірсанових впізнає у ньому Дмитра Лопухова, котрого всі вважали загиблим. Дві щасливі сім'ї товаришують і живуть спільними турботами. Віра Павлівна стає першою жінкою-медиком Росії.

## Сни Віри Павлівни
У чотирьох снах Вірі Павлівні являються всі ті премудрості людського існування, які не могли прийти до неї в реальному житті. Причини і наслідки нарешті пов'язуються в єдиний колообіг. Відносини наявні і ті, які повинні бути, постають у всій повноті.
У першому сні присутня велична Любов до людей. У другому сні пояснюються причини нестерпної вдачі Марії Олексіївни, а також її роль у формуванні Віри Павлівни як особистості. Третій сон пояснює Вірі Павлівні та Лопухову тонкощі відносин між ними. Обоє розуміють — те, що раніше сприймалось за кохання, не було ним.
Присутня у снах і Цариця — образ самої Віри Павлівни, звільнений від умовностей і нашарувань, чисте і благородне єство жінки.
Найоригінальнішим є четвертий сон, де постає вражаюча картина майбутнього життя людства. Саме наявність цього фрагменту зближує «Що робити?» з утопічними романами. Майже ніхто не живе в містах. Невеликими групами люди мешкають у окремих палацах. Переважна більшість людей зайняті спільною працею на лоні природи, рутину виконують машини. Під натиском наполегливої праці відступає пустеля, поступаючись місцем квітучим садам. Панують взаєморозуміння і радість життя.

## Особливості роману
Чернишевський прагнув показати справжнє обличчя нових людей, з їх новою мораллю, устремліннями й сподіваннями, з усім багатогранним внутрішнім світом; зобразити їх зіткнення з «допотопними людьми». Російська література до появи цього роману не знала образів, подібних до Лопухова, Кірсанова, Віри Павлівни й, особливо, самовідданого революціонера Рахметова. Вони внутрішньо цільні не тільки за переконаннями, але й за справами, це люди матеріалістичної теорії й практики. У передмові до роману Чернишевський зазначає:
|  | Добрі і сильні, чесні і вміючі, недавно ви почали з'являтися між нами, але вас вже не мало, і швидко стає все більше. Якби ви були публіка, мені вже не потрібно було б писати; якби вас ще не було, мені ще не можна було б писати. Але ви ще не публіка, а вже ви є між публікою, — тому мені ще потрібно і вже можна писати. |

Окремо в романі виділяється образ Рахметова. «Особлива людина» з'являється в напружений момент, коли Віра Павлівна трагічно переживає уявне самогубство Лопухова, картає себе за любов до Кірсанова і має намір круто змінити життя, відійшовши від майстерень, по суті — «відступити», зрадити ідеалам. Розумним, співчутливим словом Рахметов допомагає Вірі Павлівні знайти вірну дорогу.
Нові герої несли ідею органічної спаяності особистості з колективом, і постулювали щастя як злиття інтересів окремої людини і суспільства в цілому.
Автор дає матеріалістичне пояснення поведінці і вчинкам героїв роману, зміст якого, на перший погляд не виходить за «сімейні рамки». «Жіноче питання» є також засобом для передачі більш складних ідей:
|  | Як це дивно, — думає Вірочка, — адже я сама все це передумала, пережила, що він говорить і про бідних, і про жінок, і про те, як треба любити, — звідки я це взяла? Або це було в книгах, які я читала? Ні, там не те: там все це або з сумнівами, чи з такими застереженнями, і все це ніби щось незвичайне, неймовірне. Наче мрії, які гарні, та тільки не збудуться! А мені здавалося, що це просто, простіше за все, що це звичайнісіньке, без чого не можна бути, що це вірно все так буде, що це найвірніше!. |

Роман Чернишевського мав відповісти на найзлободенніше питання того часу — що робити, щоб феодально-абсолютистський режим у Росії нарешті був повалений, що робити для встановлення соціалізму, заснованого на традиціях селянської общини.

## Інше
- Цензурою було вилучено два фрагменти. У першому описувався епізод із чиновником, який вимагав від Кірсанова змінити вивіску на швейному магазині при майстернях, яка, як йому здавалося, натякала на соціалізм. У другому діалозі йдеться про Рахметова, чиї послідовники мають невдовзі розпочати суспільні зміни[6].
- Роман «Що робити?» високо оцінювали російські революціонери та марксисти Георгій Плеханов, Анатолій Луначарський та Володимир Ульянов (Ленін).
- Джерелом теоретичних поглядів молодого Івана Франка та Михайла Павлика на шлюб послугували ідеї з роману «Що робити?». Книгу рекомендував цим достойникам Михайло Драгоманов. І Франко, і Павлик писали пізніше, що твір Чернишевського справив великий вплив на галицьку русько-українську молодь. Франко частково переклав і опублікував «Що робити?». Серед найперших читачів була Ольга Рошкевич, перше кохання Франка. Франко у молодості мав задум організувати за прикладом книги трудову комуну. Ольга Рошкевич навіть пішла на крок, вичитаний у романі Чернишевського — вступила у фіктивний шлюб з іншим чоловіком, який теж мав кохання на стороні, ради того, щоб бути з Франком. Проте задумане не вдалося — Франка ув'язнили[7].